# Biko Brazil
Brazil Nombeko (nascut el 4 de juliol de 1982), també conegut com a Biko Brazil, és un antic futbolista professional neerlandès que va jugar com a davanter.

## Carrera de club
Nascut a Utrecht d'origen surinamès, Brasil va jugar a futbol juvenil amb el PSV, el FC Utrecht, l'USV Elinkwijk i l'FC Den Bosch.
Després de jugar a futbol de la lliga holandesa amb l'FC Den Bosch, RKC Waalwijk i FC Omniworld, Brasil més tard va jugar a Xipre amb l'APEP Pitsilia i a Bèlgica amb el Dessel Sport.
Brasil va tornar més tard al futbol amateur neerlandès, jugant amb WHC Wezep, Be Quick '28, Sparta Nijkerk, Hèrcules, Echteld i Benschop.